# Boscaler comú
El boscaler comú (Locustella luscinioides) és una espècie d'ocell de la família dels locustèl·lids (Locustellidae).
El seu estat de conservació es considera de risc mínim.

## Morfologia
És semblant al rossinyol bastard.
- Fa 14 cm de llargària.
- El dors és rogenc i el pit i el ventre són blanquinosos amb reflexos terrosos.
- El vió superciliar és desdibuixat.

## Subespècies
- Locustella luscinioides fusca
- Locustella luscinioides luscinioides
- Locustella luscinioides sarmatica

## Reproducció
Nidifica de maig a agost en totes les zones humides dels Països Catalans, tot i que no és excessivament abundant. Instal·la el niu entre els canyissos, prop de l'aigua.

## Distribució geogràfica
És comú a l'Europa central, a França i a la península Ibèrica.

## Costums
El cant és inconfusible: consisteix en una nota sostinguda durant més d'un minut, semblant al cant d'una cigala o d'una llagosta, origen del nom genèric que ostenta. Sol emetre'l des de dalt de tot de les canyes o el canyís.
És una espècie estival que pot observar-se de març a octubre, com la majoria dels ocells de canyissar.